# Castrobol (kommun)
Castrobol är en kommun i Spanien.   Den ligger i provinsen Provincia de Valladolid och regionen Kastilien och Leon, i den norra delen av landet, 230 km nordväst om huvudstaden Madrid.